# 聖托馬斯德帕塔區
聖托馬斯德帕塔區（西班牙語：Distrito de Santo Tomás de Pata），是秘魯的一個區，位於該國中南部萬卡韋利卡大區的安拉賴斯省，始建於1955年5月10日，面積133.57平方公里，海拔高度3,156米，2005年人口1,386，人口密度每平方公里10人。